# Kid vs. Kat
Kid vs. Kat är en kanadensisk tecknad TV-serie för barn som visas på kanalen Disney XD.

## Handling
Det handlar om den 10-årige pojken Cooper "Coop" Burtonburger som egentligen lever ett helt normalt liv med sin pappa och sin jobbiga lillasyster. Men detta egentligen vanliga liv blir inte så särskilt vanligt när den mystiska utomjordiska katten "Herr Kat" flyttar in. Katten blir Coops systers ögonsten, men denna katt är inte precis normal som försöker göra allt för att ta kål på honom.
Det blir en kamp mellan en pojke och katten från rymden.